# Chlorophyllum olivieri
Chlorophyllum olivieri är en svampart som först beskrevs av Barla, och fick sitt nu gällande namn av Vellinga 2002. Chlorophyllum olivieri ingår i släktet Chlorophyllum och familjen Agaricaceae.  Arten är reproducerande i Sverige. Inga underarter finns listade i Catalogue of Life.